# Diferenciál (matematika)
Diferenciál v matematice vyjadřuje závislost změny hodnoty funkce na malé změně jejího argumentu. Tuto závislost aproximuje u reálné funkce jedné proměnné jako přímou úměrnost v okolí zvoleného bodu. Pro funkce více proměnných se používá totální diferenciál, který přírůstek funkční hodnoty nahrazuje lineární funkcí. Diferenciály se hojně využívají např. ve fyzice nebo při práci s diferenciálními rovnicemi.
Diferenciál {\displaystyle \mathrm {d} y} funkce {\displaystyle y=f(x)} v bodě {\displaystyle x} při změně argumentu {\displaystyle \mathrm {d} x} je součin
{\displaystyle \mathrm {d} y=f'(x)\,\mathrm {d} x},
kde {\displaystyle f'(x)} je derivace funkce {\displaystyle f} v bodě {\displaystyle x}, přičemž pro existenci diferenciálu je nutná (a postačující) existence této derivace.

## Použití k aproximaci funkce
S použitím diferenciálu lze hodnotu funkce {\displaystyle y=f(x)} v okolí bodu {\displaystyle x} vyjádřit vztahem
{\displaystyle f(x+\mathrm {d} x)=y+\mathrm {d} y+\varepsilon },
kde
{\displaystyle y=f(x)} je hodnota funkce {\displaystyle f} v bodě {\displaystyle x},
{\displaystyle \mathrm {d} y=f'(x)\,\mathrm {d} x} je diferenciál funkce {\displaystyle f} v bodě {\displaystyle x} při změně argumentu {\displaystyle \mathrm {d} x},
{\displaystyle \varepsilon } je chyba aproximace, která je pro malé {\displaystyle \mathrm {d} x} velmi malá:
{\displaystyle \lim _{\mathrm {d} x\to 0}{\varepsilon }=0}